# Национален музей на Черна гора
Националният музей на Черна гора (на черногорски: Narodni muzej Crne Gore) се намира в историческата столица на страната, Цетине, и обединява няколко музея на различна тематика. Провеждат се туристически обиколки на черногорски, английски, френски, немски, италиански и руски език.

## Секции

### Исторически музей на Черна гора
Намира се в бившата правителствена сграда, заедно с Художествения музей. Описва предславянския период, Средновековието, основаването и развитието на Черна гора (1796 – 1878), модерния период (1878 – 1916), периода на Черна гора като част от Югославия (от 1918 г.).

### Етнографски музей на Черна гора
Основан през 1951 година. Намира се в бившата сграда на сръбското посолство. В колекцията му има експонати, свързани с храна, текстил, облекло, оръжие, музикални инструменти. Има голяма изложба на националното изкуство.

### Музей на изкуствата в Черна гора
Първоначално се нарича Черногорска картинна галерия. Основан през 1850 година. Намира се в бившата правителствена сграда, заедно с Историческия музей на Черна гора. Състои се от пет части: колекция на народите на Югославия; черногорски икони; колекция от черногорски картини; възпоменателна изложба на Милица Сарич-Вукманович; копия на стенни каменни фрески. Художествената колекция съдържа картини от ХІХ – ХХ век, рисувани от представители на различни направления и националности на Югославия. Мемориалната колекция на Милица Сарич-Вукманович съдържа произведения на Реноар, Шагал, Салвадор Дали, Пикасо и други художници.

### Музей на крал Никола
От 1926 г., в сградата на бившата резиденция на крал Никола I, има музей, в който е представена колекция от картини, оръжия, лични вещи на кралското семейство и други исторически ценности.

### Билярда
Дворец, построен като резиденция на Петър II Петрович. В двора на Билярда се намира релефна карта на Черна гора.

### Къща Негош
Къща музей от началото на XIX век, в която е роден владиката Петър II Петрович.

## Други
Музеят притежава Ободския Октоих, важно произведение, отпечатано в края на ХV век. В него се помещава и оригиналната икона на Дева Мария от Филермос, която е била притежание на Ордена на Св. Йоан, още от времето на кръстоносните походи. Иконата е взета от катедралата „Св. Йоан“ във Валета от Великия магистър Фердинанд фон Хомпеш, когато орденът е изгонен от Малта от французите през 1798 г.